# Каримов, Айрат Назифович
Айрат Назифович Каримов (4 мая 1971, Каменск-Шахтинский, Ростовская область — 24 февраля 2020, Каменск-Шахтинский, Ростовская область) — советский и российский футболист, вратарь.

## Карьера
Родился в 4 мая 1971 года в городе Каменск-Шахтинский Ростовской области.
Воспитанник ДЮСШ города Каменск-Шахтинский (первый тренер — А. В. Зырянов) и ростовского УОР (тренер — В. Г. Егоров). Участник финального турнира соревнований «Кожаный мяч» (1986).
На взрослом уровне выступал за клубы Ростовской области — «Ростсельмаш», «Шахтёр» (Шахты), СКА (Ростов-на-Дону), «Торпедо» (Таганрог).
В 1996 году перешёл в волгоградский «Ротор», в составе которого большую часть времени был запасным вратарём. Стал финалистом Кубка Интертото 1996, сыграв в турнире один матч. В высшем дивизионе сыграл первые матчи в 1998 году.
В 1999 и 2000 годах играл за нальчикский «Спартак». В 2001 году уехал в Казахстан, где играл за дубль «Жениса» (Астана), а также главные команды «Шахтёр» (Караганда) и «Алма-Ата» (Алма-Ата). Последний профессиональным клубом был «Петротрест». После завершения профессиональной карьеры выступал за любительские команды родного города.
Работал в Каменск-Шахтинском с детскими командами. Также некоторое время возглавлял местную любительскую команду «Прогресс».
Скончался 24 февраля 2020 года.